# Jakub Egit
Jakub Egit (27 septembre 1908 - 1996) était un chef politique polonais juif. Il est né à Boryslav, en Pologne. Ses parents, Marek et Shaindel, et ses frères et sœurs, Marcus, Rachel, Reisl, Jonas, et Genia, ont été tués entre 1943 et 1945, durant la Shoah.
En 1945, Egit a commencé un projet de création d'une colonie de 50 000 Juifs dans le powiat de Dzierżoniów (anciennement Reichenbach), incluant les villes de Dzierżoniów (où le nombre de Juifs atteint un maximum de 17 800 en novembre 1946), Bielawa, Pieszyce, Piława Górna, etc., et d'autres territoire récupérés près de Wrocław, en Silésie. Egit voulait faire de cet ancien territoire allemand une colonie juive. Au début, Egit avait le soutien de l'Union soviétique, son plan se portait bien. Fondée par un petit groupe de survivants du camp de concentration, le village grandit et fonda des écoles juives, des hôpitaux, des kibboutzim, des orphelinats et un éditeur de livres à Wrocław. Cependant, en 1948, les Communistes ont retiré leur soutien. Egit a été mis en prison et la majorité des citoyens de Dzierżoniów ont émigré vers Israël par la suite.
Après sa libération en 1950, Egit devient l'éditeur de J'idysz Buch à Varsovie. En 1957, il émigre au Canada, où il est devient un membre éminent de la communauté juive du Canada. En 1991, il publie son autobiographie, La Grande Illusion.
Egit est mort en floride en 1996.